# Alexandre Bretholz
Alexandre Bretholz (Moudon, 9 giugno 1944) è un ex schermidore svizzero, vincitore di una medaglia di bronzo ai campionati mondiali di scherma.